# Kalou (pâtisserie)
Pour les articles homonymes, voir Kalou.
 (avril 2019).
Le kalou ou bonbon kalou est une pâtisserie faite d'un beignet parfumé à l'eau de rose d'origine indienne tamoule. Il est consommé notamment à l'île de La Réunion et à l'île Maurice durant Puthandu (le Nouvel An tamoul, qui se déroule autour du 13 ou 14 avril),,.
Elle ressemble au gulab jamun, il s'agit probablement de la version ou du nom mauricien de cette pâtisserie.
Le terme « kalou » signifie vin de coco (vin de palme) en créole réunionnais, à rapprocher des noms du vin de palme dans les langues dravidiennes d'Inde méridionale (കള്ള് (kaḷḷŭ) en malayalam, ಕಳ್ಳು (kaḷḷu) en canarais, ou encore கள்ளு (kaḷḷu) en tamoul dialectal).